# Fabian Burstein
Fabian Burstein (* 4. August 1982 in Wien) ist ein österreichischer Autor und Kulturmanager.

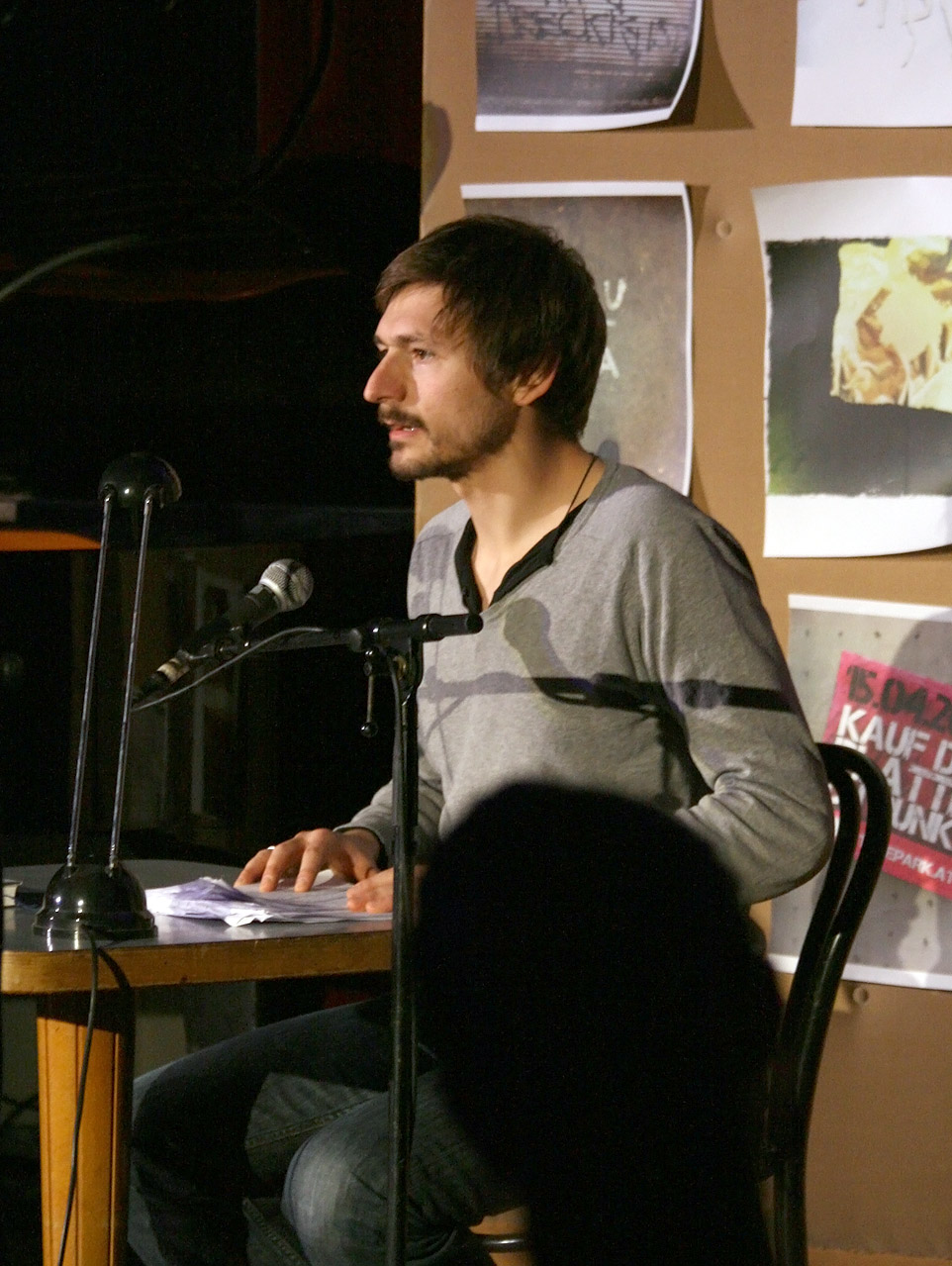
Fabian Burstein (Lese- und Konzertreihe LiteraPop, 2011)

## Leben
Fabian Burstein studierte Publizistik- und Kommunikationswissenschaft an der Universität Wien. Er arbeitete mehrere Jahre als freier Schriftsteller, Ghostwriter, Drehbuchautor und Regisseur. Weiters war er Mitbegründer des Digitalverlags mcpublish und des Kulturmagazins faq. Von 2013 bis 2015 war Fabian Burstein Leiter des Jugendkulturzentrums FORUM in Mannheim, Deutschland. Von 2016 bis 2019 war er als Leiter des Kulturbüros Ludwigshafen für das Kulturzentrum dasHaus, das Internationale Straßentheaterfestival Ludwigshafen, den Ludwigshafener Kultursommer, das Festival Theater International und die kommunale Kulturförderung zuständig. Seit 2021 leitet Burstein das Kultur- und Veranstaltungsprogramm der Bundesgartenschau 2023 in Mannheim, seit 2022 ist er zudem Geschäftsführer der Wiener Psychoanalytischen Akademie.

## Werk
Ab 2001 verfasste Burstein erste journalistische Arbeiten für diverse Kultur- und Medienmagazine in Österreich und Deutschland. Ab 2005 erschien seine Kolumne „TV-Protokolle“ im Filmmagazin ray, mit prominenten Protagonisten aus Kunst, Kultur und Medien. Zu den Gästen zählten Persönlichkeiten wie Theaterintendant Nikolaus Bachler, der österreichische Ex-Finanzminister Rudolf Edlinger und der Wiener Kult-Rocker Willi Resetarits. 2008 sorgte die Veröffentlichung der Hansi-Lang-Biografie „Kind ohne Zeit“ für breites Medienecho. Kurz nach Fertigstellung der Arbeiten an dem Buch starb Hansi Lang unerwartet an den Folgen eines Schlaganfalls. Gemeinsam mit der österreichischen Sängerin Birgit Denk und dem Musiker Martin Klein, die Lieder von Hansi Lang neu interpretierten, ging Fabian Burstein auf Lesereise.
Mit seinem dokumentarischen Filmdebüt „Porno Unplugged“ sorgte Fabian Burstein 2009 für heftige Reaktionen. Kinoketten und das Wiener Festival Viennale verweigerten die Programmierung des Films, der sich mit dem Leben und Wirken der österreichischen Pornodarsteller Mick Blue und Renee Pornero befasste. Beim Publikum avancierte „Porno Unplugged“ zum Überraschungserfolg, der bis heute zu den bestverkauften Independent-Filmproduktionen der letzten Jahre zählt und mittlerweile auch in Deutschland und der Schweiz veröffentlicht wurde.
2011 erschien Fabian Bursteins Roman-Debüt „Statusmeldung“ beim österreichischen Labor Verlag, das in den Medien immer wieder als „1. Facebook Roman der Welt“ bezeichnet wurde. Mit der österreichischen Singer-Songwriterin Violetta Parisini ging Burstein auf Lesereise durch Österreich und Deutschland.
Im selben Jahr strahlte der österreichische Fernsehsender Okto ein halbstündiges Porträt über Fabian Burstein aus, in dem Weggefährten zu Wort kamen.
Mit seinem zweiten Roman „Träum weiter“, der Geschichte des sadistischen Casting-Jurors JJ und seiner Opfer in der fiktiven Castingshow „You are a star“, sorgte Fabian Burstein wieder für heftige Kontroversen, auch aufgrund einer aktionistischen Online-Kunstaktion, in der Burstein die Gründung der „1. Castingshow Gewerkschaft“ verkündete. „Die Geschichte führt tief ins Milieu der Casting-Shows und ist eine wilde Mischung aus Dokumentation, Satire, Krimi und Psychothriller“, schrieb Guido Tartarotti von der österreichischen Tageszeitung Kurier. Nachdem Burstein in einem Interview verkündete, die Trainingsmaßnahmen in Castingshows würden eher an „Folter als an Gesangsübungen“ erinnern, ließ ihm RTL via Bild ausrichten, dass ein Autor, der „im Zusammenhang mit dem seit Jahren weltweit erfolgreichen Genre der Castingshows ernsthaft den Begriff Folter verwendet“, sich die Frage gefallen lassen müsse, „ob er damit nicht Menschen verhöhnt, die tatsächlich Opfer von Folter wurden“. Anfang 2016 erschien Fabian Bursteins dritter Roman „Rosa Glas“ im Verlag „Bibliothek der Provinz“, 2018 folgte sein erster Jugendroman „Wie viel wiegt die Liebe“, der mit dem Mira Lobe Stipendium der Republik Österreich ausgezeichnet wurde.

## Schriften
- Empowerment Kultur – Was Kultur braucht, um in Zeiten von Shitstorms, Krisen und Skandalen zu bestehen. Edition Atelier, Wien 2024, ISBN 978-3-99065-117-9.[22]
- Eroberung des Elfenbeinturms – Streitschrift für eine bessere Kultur, Essay, Edition Atelier, 2022, ISBN 978-3-99065-080-6[23]
- Wie viel wiegt die Liebe, Roman, Verlag Bibliothek der Provinz, 2018, ISBN 978-3-99028-738-5
- Rosa Glas, Roman, Verlag Bibliothek der Provinz, 2016, ISBN 978-3-99028-537-4
- Träum weiter, Roman, Labor Verlag, 2012, ISBN 978-3-902800-08-4.
- Ich oder Ich – Die wahre Geschichte eines Mannes, der seinen Vater getötet hat, Tatsachenroman, Edition a, 2012, ISBN 978-3-99001-035-8.
- Statusmeldung, Roman, Labor Verlag, 2011, ISBN 978-3-902800-00-8.
- Wir feiern Untergang!, Kulturpessimistische Schriften (Hrsg.) Anthologie, Residenz, 2009, ISBN 978-3-7017-3146-6.
- Kind ohne Zeit: Das intensive Leben des Hansi Lang, Biographie, Residenz, 2008, ISBN 978-3-7017-3126-8.
- Homo medius: Medialität als gesellschaftlicher Faktor, Wissenschaftliche Monographie, VDM Verlag Dr. Müller, 2008, ISBN 978-3-639-05973-1.
- TV-Protokolle – Early Years 2005–2007, Hörbuch, mcpublish, 2011, ISBN 978-3-902797-29-2.

## Filmografie

### Regie
- 2009: Porno Unplugged (Lang-Dokumentation)

### Drehbuch
- 2009: Teamwork (illuminati film / Red Bull Media House) (Sport-Dokumentation)
- 2009: Porno Unplugged (illuminati film / Filmladen) (Lang-Dokumentation)
- 2009: Young Guns Rising (illuminati film / Red Bull Media House / Servus TV) (Doku-Serie)
- 2010: Young Guns Rising Season II (illuminati film / Red Bull Media House / Servus TV) (Doku-Serie)
- 2010: Teenage Rockstar (illuminati film / Teenage-Rockstar Entertainment / Super RTL) (Musik-Serie)
- 2011: Young Guns Rising Season III (illuminati film / Red Bull Media House / Servus TV) (Doku-Serie)

## Diskografie

### Alben
- 2014: KITSCH, Ping Pong Boys

### Singles
- 2014: KITSCH / JOOLS HOLLAND TRIBUTE BAND, Ping Pong Boys

### Soundtrack
- 2011: Déjà-Vu mit Pocahontas, cadiz